# نسته اویل

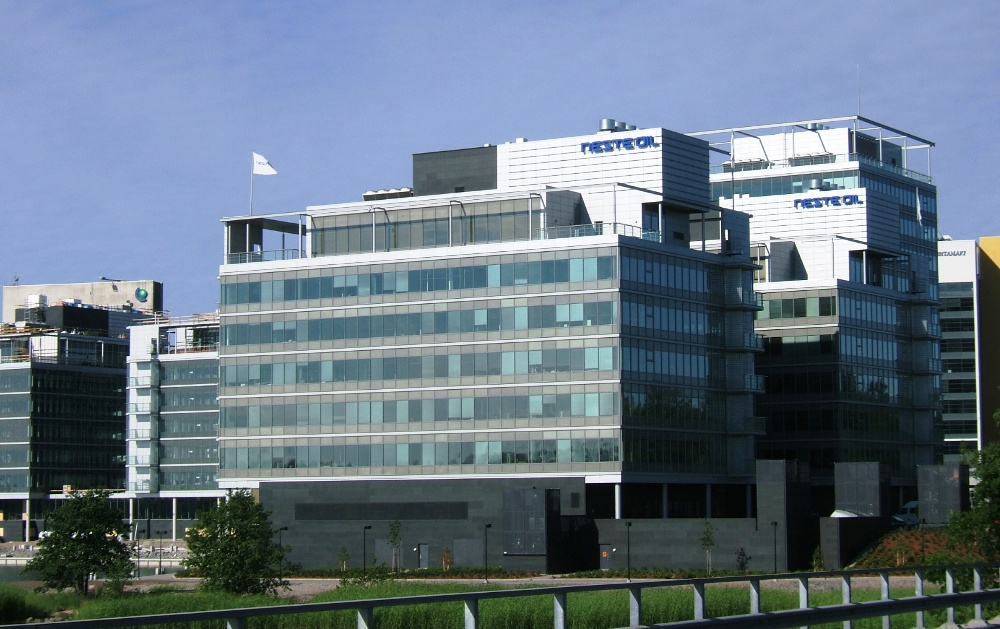
ساختمان مرکزی شرکت نستله اویل، در شهر اسپو

نسته اویل (به انگلیسی: Neste Oil) شرکت نفت و گاز فنلاندی است، که تمرکز اصلی آن در زمینه پالایش و بازاریابی نفت خام و گاز طبیعی و انتقال بنزین و فراورده‌های نفتی می‌باشد.
شرکت نسته اویل در ساختار خود دارای ۳ بخش عملیاتی است، که عبارتند از: بخش تولید فراورده‌های نفتی، بخش خرده‌فروشی بنزین و بخش تولید انرژی‌های تجدیدپذیر. بخشی از سهام شرکت نسته اویل در بازار بورس اوراق بهادار هلسینکی دادوستد می‌شود.